# Фикетт, Мэри
Мэри Фикетт (англ. Mary Fickett; 23 мая 1928, Бронксвилл, Нью-Йорк — 8 сентября 2011[…], Callao, Виргиния) — американская актриса, с карьерой в дневных мыльных операх и бродвейских постановках. Она начала свою карьеру в малом театре, прежде чем в 1949 году дебютировать на Бродвее. В 1950-х годах она также периодически выступала в различных сериалах-антологиях, а в 1954-55 годах снималась в недолго просуществовавшей мыльной опере Portia Faces Life.
В 1958 году Фикетт номинировалась на премию «Тони» за роль второго плана в пьесе «Восход солнца в Кампобелло». С тех пор Фикетт работала исключительно на телевидении, где снималась в дневных мыльных операх, эпизодически появлялась в прайм-тайм, а в 1961-63 годах была ведущей утреннего шоу CBS Calendar. Наибольшей известности она добилась благодаря роли Рут Мартин в дневной мыльной опере «Все мои дети», где она непрерывно снималась с 1970 по 1996 год. Она была членом оригинального актёрского состава шоу, а в 1973 году стала первым актёром, выигравшем премию «Эмми» за работу в дневном сериале. Позже она дважды номинировалась на дневную премию «Эмми» за лучшую женскую роль в драматическом сериале.
В середине 1990-х Фикетт решила уйти на пенсию и её роль в мыльной опере взяла на себя Ли Меривезер. В 1999 году Меривезер была уволена и Фикетт вернулась в шоу на периодической основе. Её последнее появление в шоу было в декабре 2000 года. В последние годы она страдала от болезни Альцгеймера и проживала со своей дочерью в небольшом городе в Вирджинии. Она умерла 8 сентября 2011 года от осложнений из-за болезни Альцгеймера.

## Мыльные оперы
- Portia Faces Life (1954-55)
- Young Doctor Malone (1961)
- На пороге ночи (1961)
- The Nurses (1965-67)
- На пороге ночи (1967-68)
- Все мои дети (1970—1996, 1998—2000)